# Kelli O’Hara

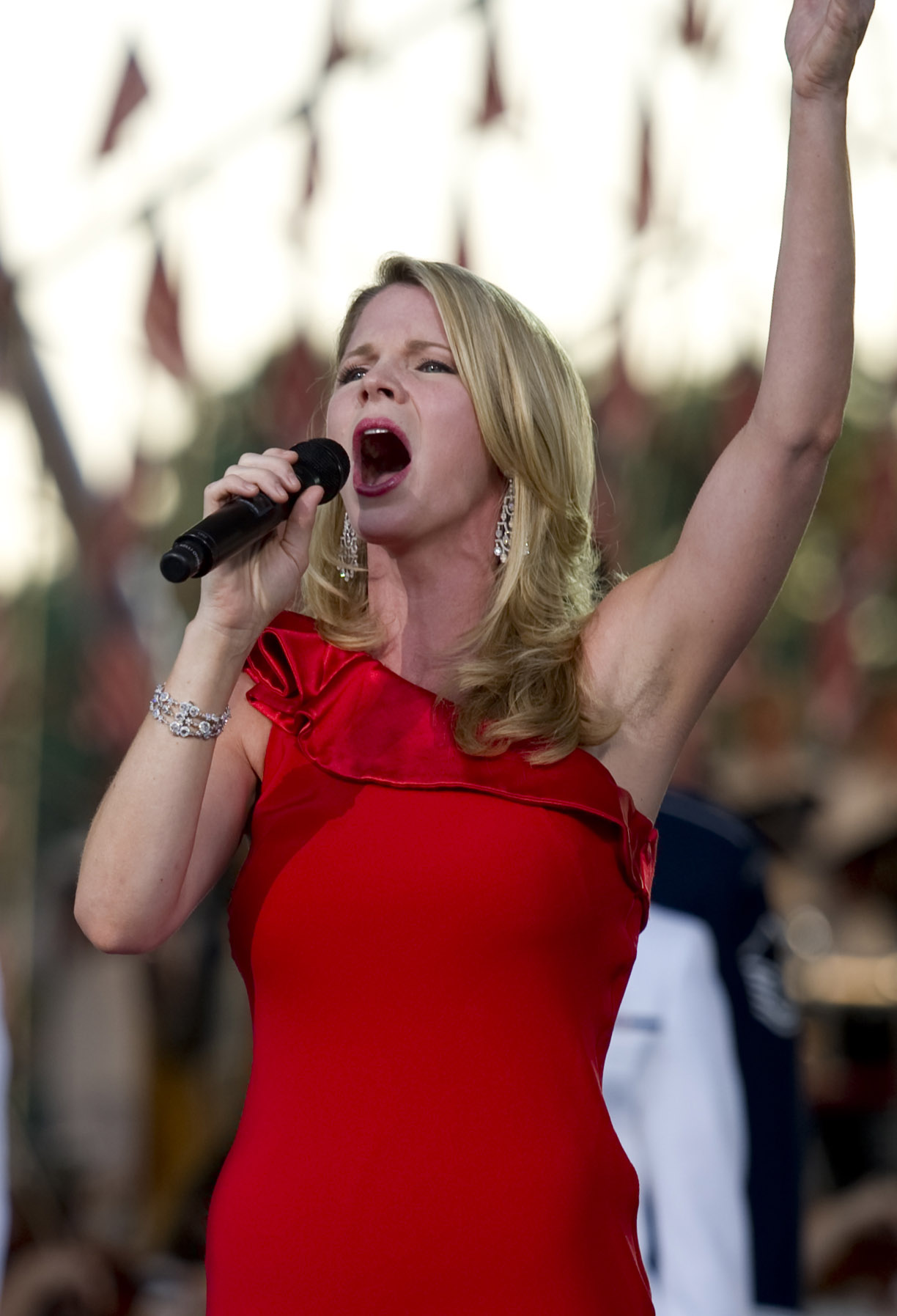
O’Hara tritt auf dem National Memorial Day Concert auf im Mai 2010

Kelli Christine O’Hara (* 16. April 1976 in Elk City, Oklahoma) ist eine US-amerikanische Schauspielerin und Sängerin.

## Leben
O’Hara wurde am 16. April 1976 in Elk City, Oklahoma, geboren und wuchs in einer irisch-amerikanischen Familie auf. Nach ihrem Schulabschluss an der Deer Creek High School, besuchte sie die Oklahoma City University, die sie mit einem Bachelor in Musik und vocal performance/opera abschloss. O’Hara studierte Gesang bei Florence Birdwell, die vier Jahre zuvor Kristin Chenoweth unterrichtet hatte.
O’Hara ist mit Greg Naughton von The Sweet Remains, Sohn des Schauspielers James Naughton verheiratet. Ihr erstes Kind, Owen James, wurde 2009 geboren. Ihr zweites Kind, eine Tochter namens Charlotte, wurde 2013 geboren.

## Karriere
Eine von O’Haras frühesten professionellen Rollen war in einer nationalen US-Tournee des Musicals Jekyll & Hyde. Danach spielte sie die Rolle der jungen Hattie im Broadway-Revival 2001 von Follies und spielte darauf folgend die Rolle der jungen Phyllis. Ihren nächsten Auftritt hatte sie 2002 als Susen in der Broadway-Produktion von Sweet Smell of Success. 2003 spielte sie Albertine in der Off-Broadway-Playwrights-Horizons-Produktion des Musicals My Life With Albertine, und 2004 Lucy Westenra in der Broadway Produktion von Dracula. Sie spielte 2005 als Clara in der Broadway-Produktion von The Light in the Piazza im Vivian Beaumont Theatre des Lincoln Center. Sie trat in einem Workshop des Musicals im Theatre Lab in Sundance und in Probeläufen in Seattle und Chicago als die Figur von Franca auf.
Ihre erste Tony-Award-Nominierung als beste Nebendarstellerin in einem Musical erhielt sie ebenfalls 2005. Seit dieser Nominierung wurde sie für alle folgenden Broadway-Auftritte entweder für einen Tony Award nominiert, oder gewann ihn. In ihrem nächsten Broadway-Musical spielte sie Babe in der Neuauflage von The Pajama Game, für die sie für die beste Hauptdarstellerin in einem Musical nominiert wurde.
2007 spielte O’Hara die Rolle Dot/Marie in der Los-Angeles-Reprise!-Konzertinszenierung von Sunday in the Park with George und Eliza Doolittle in der halbszenischen Produktion von My Fair Lady der New Yorker Philharmoniker in der David Geffen Hall. Sie war die Stimme der Produzentin Beth Totenbag in der von PBS 2008 ausgestrahlten Zeichentrickserie Click and Clack’s As the Wrench Turns. Von 2008 bis 2010 spielte O’Hara als Nellie Forbush im Broadway-Revival von South Pacific im Vivian Beaumont Theatre des Lincoln Center, wofür sie ihre dritte Tony-Award-Nominierung erhielt. Im März 2009 nahm sie Mutterschaftsurlaub und kehrte im Oktober 2009 wieder zum Musical zurück.
O’Hara spielte die Rolle der Ella Peterson in der Konzertpräsentation von Bells Are Ringing 2010 im New York City Center Encores!. Sie spielte die Rolle der Ellen in dem Film Sex and the City 2 (2010) und trat 2011 in der ersten Folge der zweiten Staffel Mercy der CBS-Show Blue Bloods auf. Ebenfalls 2011 spielte sie die Rolle der Amalia in einem Benefizkonzert von She Loves Me, präsentiert von der Roundabout Theater Company, zu Ehren des 20-jährigen Firmenjubiläums. Scott Ellis führte Regie, und der musikalische Leiter war Paul Gemignani. Sie hatte einen der bekanntesten Songs der Show, Will He Like Me?, am Vorabend bereits im Kennedy Center zu Ehren von Barbara Cook aufgeführt.
Sie spielte am Broadway als Billie Bendix in Nice Work If You Can Get It von April 2012 bis März 2013 und erhielt dafür ihre vierte Tony-Award-Nominierung. Beim Silvesterkonzert Celebrating Marvin Hamlisch im Lincoln Center sang sie 2012 zusammen mit Audra McDonald und Megan Hilty At the Ballet von A Chorus Line. Im Jahr 2013 spielte sie die Hauptfigur Julie in dem vom New York Philharmonic in der Avery Fisher Hall veranstalteten Carousel-Konzert. Von Januar bis Mai 2014 spielte sie als Francesca Johnson im Broadway-Musical The Bridges of Madison County, wofür sie ihre fünfte Tony Award Nominierung erhielt. Sie spielte Mrs. Darling in der 2014 auf NBC ausgestrahlten Sendung Peter Pan Live!. Sie sang zwei Konzerte mit dem Titel Kelli and Matthew: Home for the Holidays im Dezember 2014 in der Carnegie Hall mit den New York Pops. Am 31. Dezember 2014 debütierte O’Hara an der Metropolitan Opera als Valencienne in Franz Lehárs Die lustige Witwe an der Seite von Renée Fleming in der Titelrolle.
O’Hara war im Lincoln Center Theatre als Anna Leonowens im Broadway-Revival von The King and I zusammen mit Ken Watanabe als The King zu sehen. Die Produktion begann im März 2015 im Vivian Beaumont Theater. Für diese Rolle erhielt O’Hara ihren ersten Tony Award. O’Haras letzter Auftritt als Anna war im April 2016. Sie gab ihr Debüt-Solokonzert in der Carnegie Hall im Oktober 2016 und gastierte in der vierten Staffel von Masters of Sex als wiederkehrende Figur Dody. Sie spielte Fiona in der Encores!-Produktion von Brigadoon, dass im November 2017 wiederaufgeführt wurde in New York City Center. Der männliche Hauptdarsteller und Sänger an ihrer Seite war Patrick Wilson.
Jeremy Gerard von Deadline Hollywood nannte O’Haras Performance „leuchtend“, schriftlich: „O’Hara ist unglaublich schön, stimmlich und vermittelt Fionas romantische Entschlossenheit und Liebeskummer.“
O’Hara erschien 2018 in der zweiten Staffel von Tote Mädchen lügen nicht als Jackie, eine Anti-Mobbing-Fürsprecherin. Im selben Jahr sang sie an der Metropolitan Opera die Rolle der Despina in Così fan tutte. Sie plant, ihre Rolle in The King and I im London Palladium für einen begrenzten Zeitraum von Juni bis September 2018 wieder zu spielen. 2019 kehrte sie in Kiss Me, Kate als Lilli Vanessi/Katharine an den Broadway zurück. Die Produktion wird von Scott Ellis geleitet und von Warren Carlyle choreographiert. Das Revival wird von der Roundabout Theatre Company produziert, die bereits 2016 ein Benefizkonzert der Show mit O’Hara, Ellis und Carlyle produziert hatte.

## Bühnenrollen
Broadway

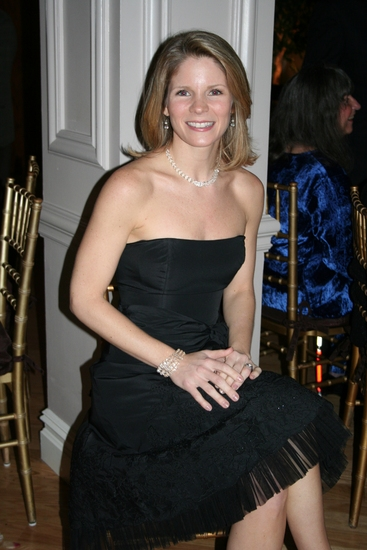
O’Hara bei einer NYS ARTS Herbstgala 2008

- Jekyll & Hyde (2000) als Kate (Zweitbesetzung) / Emma (Zweitbesetzung)
- Follies (2001) als junge Hattie/Ensemble, dann als junge Phyllis
- Sweet Smell of Success: The Musical (2002) als Susan
- Dracula (2004) als Lucy Westenra
- The Light in the Piazza (2005) als Clara Johnson
- The Pajama Game (2006) als Babe Williams
- South Pacific (2008) als Nellie Forbush
- Nice Work If You Can Get It (2012) als Billie Bendix
- The Bridges of Madison County (2014) als Francesca Johnson
- The King and I (2015) als Anna Leonowens
- Kiss Me, Kate (2019) als Lilli Vanessi/Katharine

Off-Broadway und regionale Theater
- Beauty von Tina Landau (2003) (La Jolla Playhouse)[42]
- My Life with Albertine (2003) als Albertine (Off-Broadway)
- The Light in the Piazza (2004) als Franca (in Seattle and Chicago)
- Far From Heaven (2012) als Cathy Whitaker (Williamstown Theatre Festival)[43]

Opernrepertoire
- The Merry Widow von Franz Lehár (2014) als Valencienne (Metropolitan Opera)
- Dido and Aeneas von Henry Purcell (2016) als Dido (MasterVoices und Orchestra of St. Luke’s)[44]
- Così fan tutte von Wolfgang Amadeus Mozart (2018) als Despina (Metropolitan Opera)[39]

## Diskografie
- 2008 Wonder in the World
- 2011 Always

Aufzeichnungen
- 2002 Sweet Smell of Success
- 2003 My Life with Albertine
- 2005 The Light in the Piazza
- 2006 Harry on Broadway, Act I, Harry Connick, Jr. feat. Kelli O’Hara
- 2008 South Pacific
- 2012 Nice Work If You Can Get It
- 2014 The Bridges of Madison County
- 2015 The King and I

Soundtracks
- 2014 Peter Pan Live!

## Awards und Nominierungen
| Year | Award                      | Category                                      | Nominated work                | Result    |
| ---- | -------------------------- | --------------------------------------------- | ----------------------------- | --------- |
| 2005 | Tony Award                 | Beste Nebendarstellerin in einem Musical      | The Light in the Piazza       | Nominiert |
| 2005 | Outer Critics Circle Award | Herausragende Darstellerin in einem Musical   | The Light in the Piazza       | Nominiert |
| 2006 | Tony Award                 | Beste Hauptdarstellerin in einem Musical      | The Pajama Game               | Nominiert |
| 2006 | Drama Desk Award           | Herausragende Schauspielerin in einem Musical | The Pajama Game               | Nominiert |
| 2006 | Outer Critics Circle Award | Herausragende Schauspielerin in einem Musical | The Pajama Game               | Nominiert |
| 2008 | Tony Award                 | Beste Hauptdarstellerin in einem Musical      | South Pacific                 | Nominiert |
| 2008 | Drama Desk Award           | Herausragende Schauspielerin in einem Musical | South Pacific                 | Nominiert |
| 2008 | Outer Critics Circle Award | Herausragende Schauspielerin in einem Musical | South Pacific                 | Nominiert |
| 2012 | Tony Award                 | Beste Hauptdarstellerin in einem Musical      | Nice Work If You Can Get It   | Nominiert |
| 2012 | Drama Desk Award           | Herausragende Schauspielerin in einem Musical | Nice Work If You Can Get It   | Nominiert |
| 2012 | Drama League Award         | Ausgezeichnete Leistung                       | Nice Work If You Can Get It   | Nominiert |
| 2012 | Outer Critics Circle Award | Herausragende Schauspielerin in einem Musical | Nice Work If You Can Get It   | Nominiert |
| 2014 | Tony Award                 | Beste Hauptdarstellerin in einem Musical      | The Bridges of Madison County | Nominiert |
| 2014 | Drama Desk Award           | Herausragende Schauspielerin in einem Musical | The Bridges of Madison County | Nominiert |
| 2014 | Drama League Award         | Ausgezeichnete Leistung                       | The Bridges of Madison County | Nominiert |
| 2014 | Outer Critics Circle Award | Herausragende Schauspielerin in einem Musical | The Bridges of Madison County | Nominiert |
| 2015 | Tony Award                 | Beste Hauptdarstellerin in einem Musical      | The King and I                | Gewonnen  |
| 2015 | Drama League Award         | Ausgezeichnete Leistung                       | The King and I                | Nominiert |
| 2015 | Outer Critics Circle Award | Herausragende Schauspielerin in einem Musical | The King and I                | Nominiert |